# Friedrich Gulda
Friedrich Gulda (16. května 1930 Vídeň - 27. ledna 2000 Steinbach am Attersee) byl rakouský klavírista a skladatel.

## Život
Friedrich Gulda se narodil 16. května 1930 ve Vídni v rodině učitele. Na klavír začal hrát v sedmi letech. Jeho prvním učitelem byl Felix Pazofsky. Od roku 1942 studoval na Vídeňské hudební akademii (Wiener Musikakademie, dnešní Universität für Musik und darstellende Kunst Wien) hru na klavír a hudební teorii u Bruno Seidlhofera a Josepha Marxe. V 16 letech získal první cenu na mezinárodní soutěži v Ženevě a zahájil koncertní turné po světě. Z Vídně pocházeli další dva vynikající klavíristé té doby: Jörg Demus a Paul Badura-Skoda. Vysloužili si název „Vídeňská trojka“.
Gulda proslul zejména jako interpret děl Ludwiga van Beethovena, ale na svých koncertech uváděl i skladby Johanna Sebastiana Bacha, Wolfganga Amadea Mozarta, Franze Schuberta, Fryderyka Chopina, Claude Debussyho a Maurice Ravela.
Od roku 1950 se začal zajímat o jazz. Napsal několik písní a instrumentálních skladeb a na svých koncertech kombinoval jazz s klasickou hudbou. Zkomponoval Preludium a fugu pro klavír, jejíž téma připomínalo swingovou skladbu, a další skladby na pomezí jazzu a vážné hudby. V roce 1982 se spojil s jazzovým klavíristou Chickem Coreou a vytvořili živou nahrávku The Meeting. Pro violoncellistu Heinricha Schiffa složil koncert pro violoncello a žesťový orchestr. Roku 1967 zhudebnil některé ze Šibeničních písní Christiana Morgensterna, které také sám interpretoval se zpěváky Georgem Kreislerem a Blanche Aubry.
Věnoval se také výuce klavírní hry, mezi jeho nejproslulejší žáky patří argentinská klavíristka Martha Argerichová.
Gulda nesnášel akademické autority, jako např. Vídeňskou hudební akademii. Jeho neortodoxní činnost mu vynesla přezdívku „klavírista–terorista“. Dokonce odmítl převzít vyznamenání Beethoven Ring, které mu bylo uděleno. Pověst enfant terrible mezi klavíristy jen potvrdila v devadesátých letech jeho fingovaná smrt, aby mohl následující koncert v Salcburku uvést jako “Friedrich Guldas Resurrection Party“.
V roce 1956 se oženil s Paolou Loewovou, se kterou měl dva syny: Davida Wolfganga (27. leden 1956) a Paula (25. říjen 1961). Z druhého manželství s Yuko Wakiyamou má syna Rica (9. dubna 1968). Od roku 1974 žil s Ursulou Anders. Synové Paul i Rico jsou také klavíristy.
Zemřel 27. ledna 2000 ve svém domě v Steinbachu am Attersee na srdeční selhání. Ve Steinbachu je také pohřben.
V roce 2007 o něm byl natočen dokumentární film s názvem So what?! - Friedrich Gulda.

## Dílo
- 1939 Allegretto für Klavier
- 1940 Zwischenspiel für Klavier
- 1940 Variationen über ein Volkslied für Klavier
- 1940 Variationen über ein eigenes Thema für Klavier
- 1940 Scherzo für Klavier
- 1940 Kleines Stück für Klavier
- 1940 Larghetto für Streichtrio
- 1941 Andante für Violine und Klavier

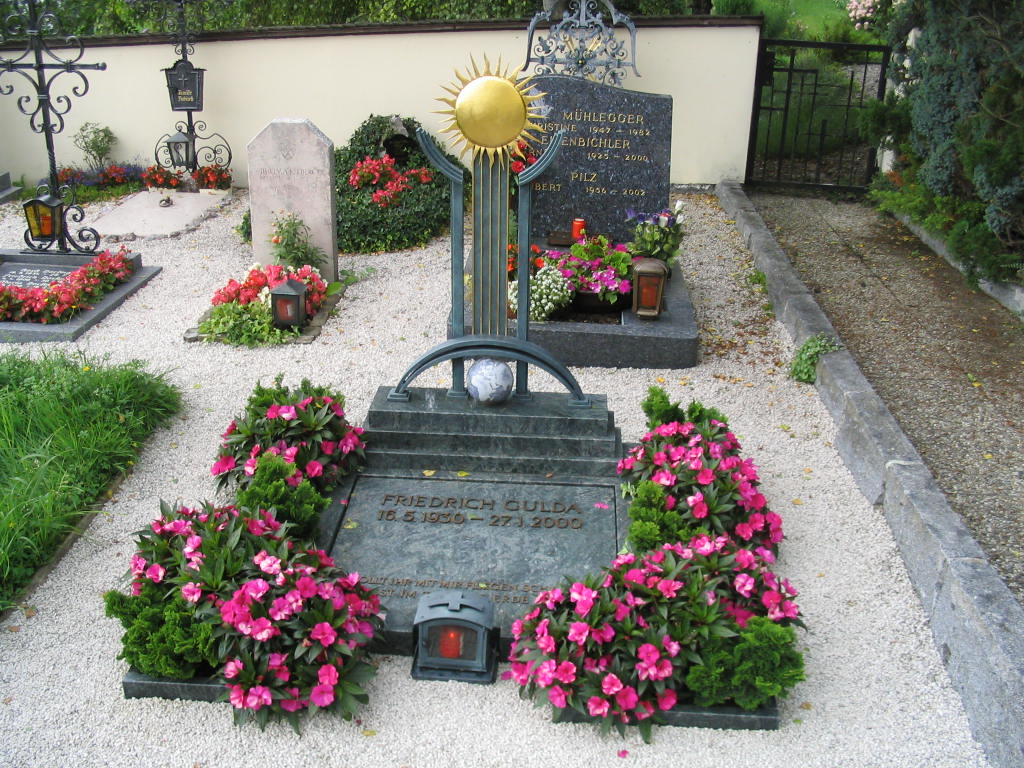
Hrob Friedricha Guldy v Steinbachu am Attersee

- 1941 Variationen für Streichquartett
- 1941 Drei Menuette für Streichorchester
- 1942 Invention für Klavier
- 1943 6 vierstimmige Choräle
- 1943 5 Lieder für Frauenchor
- 1944 3 Stücke für 2 Blockflöten
- 1944 2 Fugen
- 1945 2 Liedformen für Klavier
- 1946 4 Eichendorff – Lieder
- 1946 Klavierstück
- 1947 So genannte „Übung“ im fünfstimmigen Satz
- 1948 Messe in B-Dur
- 1949 Vierhändiges Klavierstück
- 1949 Fuga für 2 Klaviere
- 1950/51 Sieben Galgenlieder – nach Texten von Christian Morgenstern
- 1950/51 Musik für Streichquartett in fis-moll
- 1954 Sieben Galgenlieder – nach Texten von Christian Morgenstern
- 1954 Vorarbeiten zu einer Oper
- 1954 The Air From Other Planets
- 1955 Cool-Da
- 1955 12 Birdland-Compositions
- 1960 Concertino for Players and Singers

- 1961 3 Jazzstücke

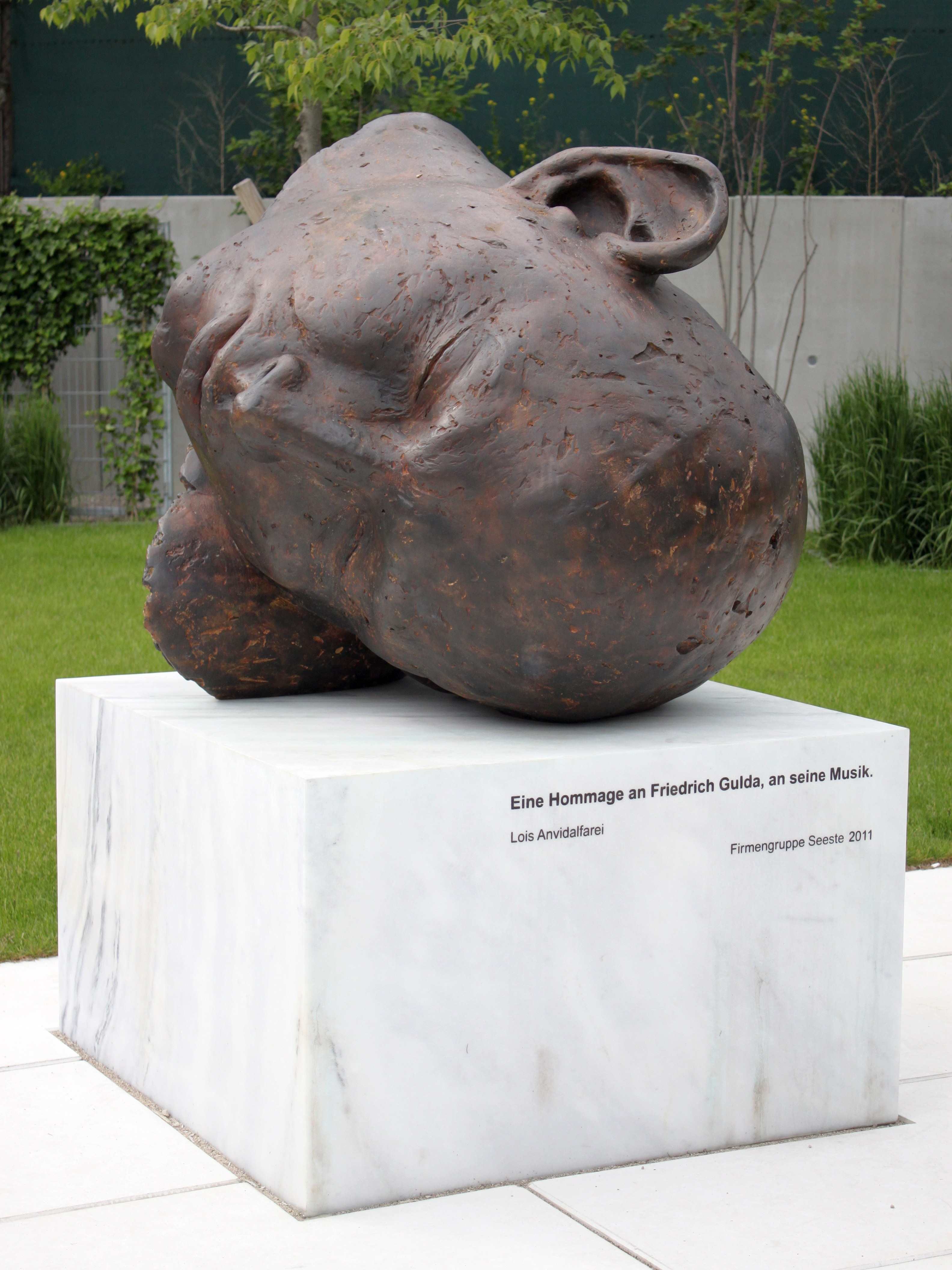
Památník Friedricha Guldy ve Vídni

- 1961 Mann im Schatten (hudba k filmu)
- 1962 Music for 3 Soloists and Band
- 1962 Piano Concerto No. 1
- 1962 The Opener
- 1962 The Horn and I
- 1962 Blue most
- 1963 Piano Concerto No. 2
- 1964 Fantasy for 4 Soloists and Band
- 1964 Concerto a Quattro
- 1965 Little Suite
- 1965 Sieben Galgenlieder (na slova Christiana Morgensterna)
- 1965 Prelude and Fugue
- 1965 Prelude
- 1965 The Excursion
- 1965 Les Hommages – Suite in the Modes of D
- 1966 Closer
- 1966 Neuer Wiener Walzer
- 1966 Variations for 2 Pianos and Band
- 1966 Depression
- 1966 Variations
- 1967 Sonatine
- 1968 „Moos auf den Steinen” (hudba k filmu)
- 1969 Neue Wiener Lieder – „Albert Golowin“ singt
- 1969 Theme from Dropout
- 1969 Spanische Fliege
- 1969 Introduction and Dance
- 1969 Suite for Piano, E-Piano and Drums
- 1969 Ouverture for 2 Pianos
- 1969 Wheel in the right machine – Workshop Suite
- 1970 Aria (in stile italiano)
- 1970 Nina Carina
- 1970 Variationen über Light My Fire
- 1970 I see
- 1970 Sinfonie in G
- 1971 Play Piano Play – 10 Übungsstücke für Klavier
- 1973 Wings
- 1974 Für Paul
- 1974 Für Rico
- 1974 6 Etüden für gemischten Chor, Keyboards und Schlagzeug
- 1977 Bassflute Blues
- 1977 G´schichten aus dem Golowinerwald - Hommage á Johann Strauß
- 1978 Old World Blues
- 1980 „Wohin denn ich“ (hudba k filmu)
- 1980 Opus Anders
- 1980 Konzert für Violoncello und Blasorchester
- 1981 Concerto for Ursula
- 1986 Du und i
- 1988 Concerto for myself - Sonata concertante for Piano and Orchestra
- 1989 Theme from the 2nd Movement of Concerto for Ursula
- 1989 Aria
- 1989 Exercise 9
- 1989 General Dance
- 1990 For Paul
- 1990 Du und i
- 1989/91 Paradise Island